# قاضي الفرسان (الإمبراطورية الرومانية)

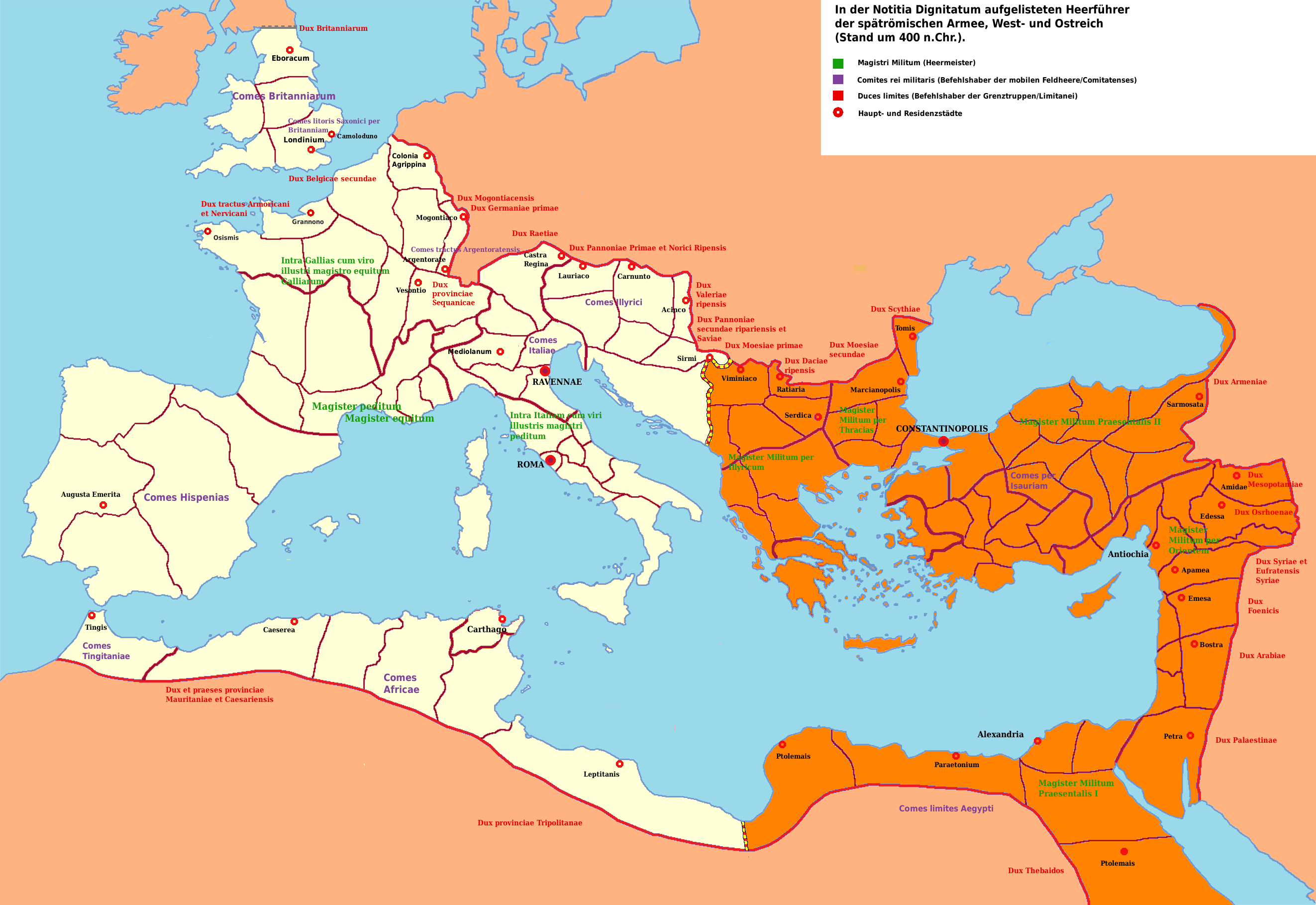
خريطة تمثل توسع المملكة الرومانية

قاضي الفرسان أو قاضي الخيالة أو ماجستر إكويتوم (باللاتينية: Magister equitum) هو قاضٍ روماني كان يُعيَّن كنائبٍ للدكتاتوريّين. كانت مهامُّه العادية هي قيادة سلاح الفرسان الروماني في الحروب، لكن كان من الممكن أحياناً أن يُرشَّح لتولي مسؤوليات أخرى والعمل على مهامٍ عسكرية أو سياسية خارج نطاق سلاح الفرسان. كان منصب قاضي الفرسان لذلك منصباً عسكرياً وسياسياً في الآن ذاته.

## النشأة
في عهد المملكة الرومانية، كان يتولَّى ملك روما بنفسه قيادة سلاح الفرسان إلى ساحة المعركة، وإذ لم يكن قادراً أو لم يشأ فإنه يستطيع نقل هذه المسؤولية إلى أحد مساعديه الكبار، وهو أطربون ذو شأن عالٍ يُسمَّى أطربون سيليريس (Tribune of the Celeres). وفي ذلك الحين، لم تكن وظيفة سلاح الفرسان الوحيدة هي القتال، بل كان أيضاً يخدم كالحرس الشخصي للملك. كان آخر من تولَّى هذا المنصب هو الأطربون لوشيوس جونيوس بروتوس، ابن أخ الملك الرُّوماني السابع والأخير تاركوينيوس سوبربوس. فبعد أسر لوكريشا واغتصابها إثر سقوط المملكة، كان لوشيوس بروتوس - بصفته أطربون سيليريس - هو من تولَّى قيادة سلاح الفرسان، وقد كان قائد الفرسان الرومان في معركة سيلفا أريسيا التي لقي خلالها مصرعه.
لم يحاول أحدٌ في الأيام الأولى للجمهورية الرومانية أن يعيد تأسيس منصب أطربون سيليريس أو أيّ منصبٍ آخر لقيادة سلاح الفرسان، وقد أسرت السلطة العسكرية بالدولة آنذاك بين أيدي القناصل الرومانيّين. ولأنه كان من السائد في ذلك الحين مبدأ أنه لا يجب لرجلٍ واحد تولي السلطة كلها، فقد كان من الممكن أن يعترض أي قنصلٍ على أفعال الآخر. لكن في العام التاسع للجمهورية، بدا أن روما هي على وشك دخول حربٍ مع السابينيّين، وفي الآن ذاته، كانت ثمَّة شكوكاتٍ بأن القناصل الرومان كانوا متعاطفين بالخفاء مع الملوك الرومان المطرودين. بالتالي، وجب تأسيس منصبٍ عسكريٍّ جديد يكون مستقلاً عن القناصل، ومن هنا ظهر منصب الدكتاتور الروماني، الذي لا يمكن الاعتراض على أوامره أو تفنيدها بأيّ طريقةٍ في ظلّ حالات الطوارئ، وظهر معه بالمثل منصب قاضي الفرسان صاحب ذات السلطة.